# Dodge Ramcharger

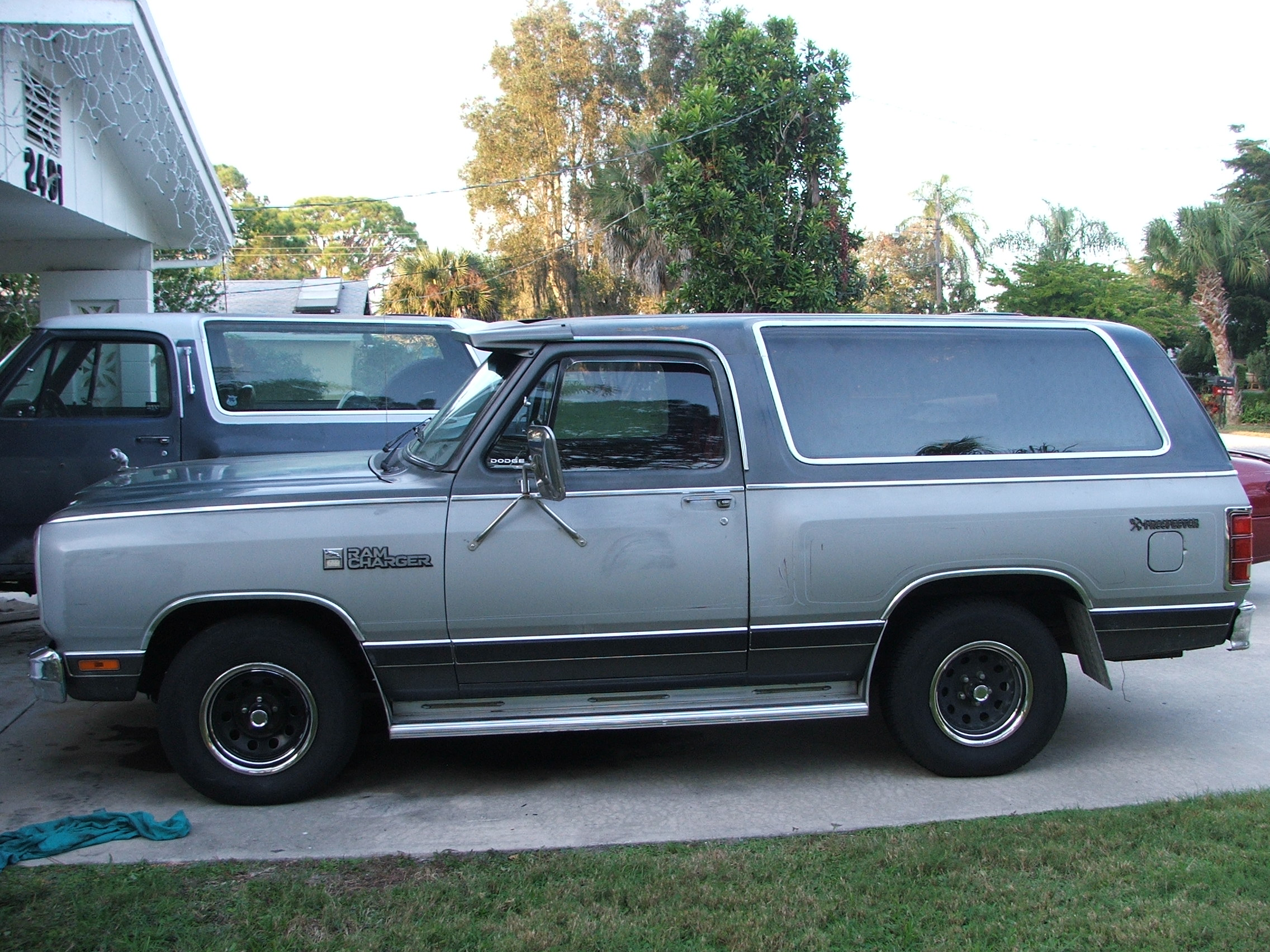
Dodge Ramcharger, 1984.

De Dodge Ramcharger was een grote Sports Utility Vehicle (SUV) van het Amerikaanse Dodge tussen 1974 en 1993.
De Ramcharger was gebaseerd op het verkorte platform van de Dodge Ram- en de D Series-pick-ups. Tot 1981 werd het model ook verkocht als Plymouth Trailduster, de enige SUV van het merk Plymouth. Het eerste jaar was de Ramcharger een tweedeurs-vierwielaangedreven SUV. In 1975 verscheen ook een tweewielaangedreven versie. Tot 1980 werd de Ramcharger gebouwd met een afneembaar dak en met canvas dak. Onder de motorkap waren vijf Chrysler-motoren te kiezen: één zescilinder en vier achtercilinders. De zescilinder was een 225 ci (3.7 liter). De V8-motoren waren 318 ci (5,2 liter), 360 ci (5,9 liter), 400 ci (6,55 liter) en 440 ci (7,2 liter) groot. In 1981 werd de Ramcharger hertekend en in 1983 werden verschillende opties standaard.
Van 1999 tot 2001 werd in Mexico een tweede generatie Ramchargers gebouwd voor de Mexicaanse markt. Dit model was gebaseerd op de Dodge Ram mk.II pick-up maar kende weinig succes. Het model werd ook niet in Noord-Amerika verkocht omdat de SUV-markt toen vooral vier- en vijfdeurs modellen verkoos.